# Evropská silnice E78
Mezinárodní silnice E78 je evropská silnice, která přetíná Apeninský poloostrov severně od Říma. Celá její trasa leží v Itálii (Toskánsko, Marche). Je vedena zčásti po obyčejných, zčásti po rychlostních silnicích. Její celková délka je 278 km.

## Trasa

### Itálie
- Grosseto (E80) – Siena
- – Monte San Savino
- (spojka na E35)
- – Arezzo – Sansepolcro (E45) – Urbania
- odb. Urbino – Fossombrone – Fano (E55)